# ハートフォード・ボールクラブ・グラウンズ
ハートフォード・ボールクラブ・グラウンズ（Hartford Ball Club Grounds）は、アメリカのコネチカット州ハートフォードにかつて存在した野球場。初期のナショナルリーグに参加していたハートフォード・ダークブルースが1874年から1876年まで使用した。

## 歴史
1874年にハートフォード・ダークブルースが結成された際本拠地とされた。当時クラブの役員は球場の立地について検討した際、当時交通の要所ではなかったダウンタウンの南のコルト地区をその場所に選んだ。野球の試合がある日には、特別列車を仕立てることもできる、と考えていたそうである。球場のダイヤモンドは教会の横の広場に「南向き」に構えられていて、午後遅い試合になると打者の目に太陽の光が入ってしまう状態だった。また一部の資料では、外野にはまだ大きな木が3本残ったままで、その木に上って野球を見ていた客もいたそうである。
球場は1875年に、後のナショナルリーグ会長となるモーガン・バークリーが所有者になると、それまで800人程度しか収容できなかった客席が10000人を収容できるまでに拡張され、新聞記者や電報通信員たちが観戦するための塔も作られた。ダークブルースは一時期多くの観客を集めたこともあったが、その後入場者は伸びず、結局ナショナルリーグ1年目の1876年を最後に球団はブルックリンへ移転し、その後プロの野球の試合が行われることはなかった。

## 主要な出来事
- 1874年5月1日：球場が開場
- 1876年5月13日：ミューチュアル・クラブが、ナショナルリーグ初のトリプルプレー（三重殺）を完成させた。
- 1876年9月16日：ダークブルースの最後の試合が行われた。
- 1876年9月30日：閉場